# Abbas Ahmad Chamis
Abbas Ahmad Chamis (ur. 13 czerwca 1983) – bahrajński piłkarz grający na pozycji bramkarza.

## Kariera klubowa
Karierę piłkarską Chamis rozpoczął w klubie Al-Sitra wywodzącego się z miasta o tej samej nazwie. W 2004 roku zadebiutował w jego barwach w bahrajńskiej Premier League. Grał w nim przez trzy sezony, czyli do lata 2007 roku, jednak nie odniósł z nim żadnych sukcesów. W 2007 roku odszedł do Al-Ahli Manama, gdzie podobnie jak w Al-Sitra, stał się podstawowym zawodnikiem.

## Kariera reprezentacyjna
W reprezentacji Bahrajnu Chamis zadebiutował w 2007 roku. W tym samym roku został powołany przez selekcjonera Milana Máčalę do kadry na Puchar Azji 2007. Tam był rezerwowym bramkarzem dla Abdulrahmana Abdulkarima i nie rozegrał żadnego spotkania.